# Calliphora augur
Calliphora augur is een inheemse bromvlieg uit Australië. De soort lijkt op de Calliphora stygia maar is iets kleiner en heeft een centrale donkerblauwe vlek op de buik.
De vliegensoort komt vaak in huizen en wordt gezien als een veroorzaker van de huidmadenziekte op schapen. De soort brengt reeds uit het ei gekropen maden ter wereld, in tegenstelling tot de meeste andere bromvliegen die eieren leggen.

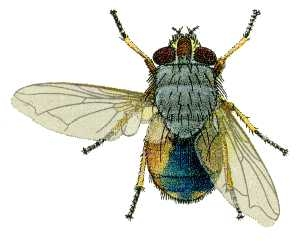
Bovenaanzicht, waarbij de blauwe vlek op de buik goed zichtbaar is